# Lina Kozomara
Lina Kozomara (21 de julio de 2005) es una deportista suiza que compite en esquí acrobático. Ganó una medalla de bronce en el Campeonato Mundial de Esquí Acrobático de 2025, en la prueba de salto aéreo por equipos.

## Medallero internacional
| Campeonato Mundial | Campeonato Mundial | Campeonato Mundial | Campeonato Mundial      |
| Año                | Lugar              | Medalla            | Prueba                  |
| ------------------ | ------------------ | ------------------ | ----------------------- |
| 2025               | Engadina (Suiza)   | Medalla de bronce  | Salto aéreo por equipos |